# Essigsäureanhydrid
Essigsäureanhydrid (Acetanhydrid), auch Ac2O abgekürzt, ist eine chemische Verbindung aus der Gruppe der Säureanhydride mit der Summenformel C4H6O3. Sie ist ein Essigsäurederivat, das durch die Kondensation zweier Essigsäuremoleküle entsteht. Dabei verbinden sich die Carboxygruppen zweier Moleküle Essigsäure unter Eliminierung von Wasser.

## Geschichte
Essigsäureanhydrid wurde 1853 erstmals von Charles Frédéric Gerhardt dargestellt.

## Herstellung

### Im Labor
Im Labor kann Essigsäureanhydrid durch Reaktion von Acetylchlorid mit Natriumacetat unter Abspaltung von Natriumchlorid synthetisiert werden:
Statt Natriumacetat kann auch ein anderes Alkalisalz der Essigsäure verwendet werden.

### Industrielle Herstellung
Die großtechnische Herstellung erfolgt durch Dehydratisierung (Wasserabspaltung) von Essigsäure bei 700 °C in Gegenwart bestimmter Metalloxide. Das dabei  als Zwischenprodukt  entstehende Keten reagiert mit verbliebener Essigsäure zum Essigsäureanhydrid.:
Bei der Synthese ist eine rasche Abkühlung und Trennung der Produkte notwendig, da andernfalls die Rückreaktion zu Essigsäure ablaufen kann.
Eine andere Möglichkeit bietet die Carbonylierung von Methylacetat nach dem Tennessee-Eastman-Verfahren:
Ein Teil des Produktstroms wird mit Methanol wieder zum Methylacetat umgesetzt und wieder in den Prozess zurückgegeben. Die Synthese des Essigsäureanhydrids erfordert daher nur CO und Methanol. Als Katalysator dienen vor allem Rhodium- und Iridium-Komplexe. Die Umsetzung findet bei erhöhtem CO-Druck und Temperaturen um 200 °C statt.
Daneben wird auch die Oxidation von Acetaldehyd mit Luft in Gegenwart von Kupfer- oder Cobaltacetat eingesetzt.

## Eigenschaften

### Chemische Eigenschaften
So wie andere Säureanhydride lässt sich auch Essigsäureanhydrid mit Alkoholen zu den entsprechenden Estern und mit Ammoniak bzw. mit Aminen zum entsprechenden Amid umsetzen.
Beim Einbringen in Wasser löst sich die Verbindung zunächst und wird dann durch Hydrolyse zu Essigsäure gespalten. Die Spaltung erfolgt in heißem Wasser wesentlich schneller als in kaltem Wasser und ist basen- bzw. säurekatalysiert. In kaltem Wasser beträgt die Löslichkeit 13,6 %.

### Sicherheitstechnische Kenngrößen
Essigsäureanhydrid bildet entzündliche Dampf-Luft-Gemische. Die Verbindung hat einen Flammpunkt bei 49 °C. Der Explosionsbereich liegt zwischen 2,0 Vol.‑% (85 g/m³) als untere Explosionsgrenze (UEG) und 10,2 Vol.‑% (430 g/m³) als obere Explosionsgrenze (OEG). Entsprechend der Dampfdruckfunktion ergibt sich ein unterer Explosionspunkt von 46 °C. Der maximale Explosionsdruck beträgt 7 bar. Die Grenzspaltweite wurde mit 1,17 mm bestimmt. Es resultiert damit eine Zuordnung in die Explosionsgruppe IIA. Die Zündtemperatur beträgt 330 °C. Der Stoff fällt somit in die Temperaturklasse T2.

## Verwendung und Rechtsstatus
Essigsäureanhydrid ist das kommerziell wichtigste aliphatische Anhydrid. Rund zwei Millionen Tonnen werden pro Jahr produziert. Die Hauptanwendung sind Acetylierungsreaktionen, also die Einführung von Acetylgruppen in andere Verbindungen, insbesondere zur Umsetzung von Alkoholen zu Acetaten. Hierzu gehört beispielsweise die industriell wichtige Herstellung von Celluloseacetat als Ausgangsstoff für textile Fasern, Zigarettenfilter, Lacke, plastische Massen und Folien, sowie zur Herstellung von Kunststoffen und Arzneistoffen wie Acetylsalicylsäure, Paracetamol und Ibuprofen verwendet. Große Mengen werden auch für die Herstellung von Tetraacetylethylendiamin verwendet, das ein Bestandteil von Waschmitteln ist. Diacetylperoxid, welches als Radikalbildner bei Polymerisationsreaktionen eingesetzt wird, lässt sich aus Essigsäureanhydrid und Natriumperborat herstellen. In der Synthesechemie wird Essigsäureanhydrid oft auch zum Aufbau von Schutzgruppen genutzt, das einen Alkohol in einen weniger reaktiven Ester überführt. Im Gemisch mit Schwefelsäure (9 Teile Essigsäureanhydrid auf 1 Teil Schwefelsäure) wird es zur Acetolyse verwendet. Ein weiteres Einsatzgebiet ist die Absolutierung von Eisessig. Ferner wird Essigsäureanhydrid genutzt, um acetyliertes Holz herzustellen, eine Holzmodifikation zur Verbesserung der Eigenschaften (u. a. Feuchtigkeitsresistenz) von Nadelhölzern.
Es ist zudem unabdingbar bei der Herstellung von Heroin, welches meist hergestellt wird, indem aus Opium extrahiertes Morphin mit Essigsäureanhydrid acetyliert wird. Daher wird in vielen Ländern versucht, durch die Kontrolle des Zugangs zu Essigsäureanhydrid die Herstellung dieser halbsynthetischen Droge einzudämmen. Eine entsprechende Maßnahme der USA aus dem Jahr 1989 führte zu einer Verringerung der Verfügbarkeit und Reinheit von Heroin bei gleichzeitig steigendem Preis.
Im Grundstoffüberwachungsgesetz ist es in der Kategorie 2A aufgelistet, somit sind Herstellung, Ein-, Ausfuhr und Handel ab einer Menge von 100 Litern registrierungspflichtig.